# (945) Барселона
945 Барселона (945 Barcelona) — астероид Главного пояса. Открыт 3 февраля 1921 года испанским астрономом Хосе Комас-Сола. Астероид получил имя в честь испанского города Барселоны, в котором родился учёный, и в котором было открыто небесное тело.
Астероид движется со значительным наклонением к плоскости эклиптики Солнечной системы. Барселона не пересекает орбиту Земли, и делает полный оборот вокруг Солнца за 4,29 Юлианских лет.

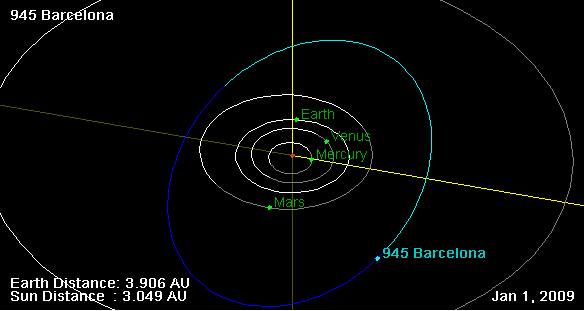
Орбита астероида Барселона, и его положение в Солнечной системе на 01.01.2009 г. Рисунок NASA JPL Small Body Orbit Viewer applet